# Limatulichthys
Limatulichthys (Ліматуліхт) — рід риб  групи Loricariichthys з триби Loricariini підродини Loricariinae родини Лорікарієві ряду сомоподібні. Має 2 види. Наукова назва походить від латинського слова limatus, тобто «піщаний», «загорнутий у піщаний папір», та грецького слова ichthys — «риба».  

## Опис
Загальна довжина представників цього роду коливається від 15,1 до 18 см. Зовнішністю схожі на сомів із роду Лорікарія. Голова велика, широка, конусоподібна, морда звужується. Очі помірного розміру, розташовані у верхній частині голови, з невеличкою відстанню між собою. Тулуб витягнутий, хвостове стебло доволі тонке. Спинний плавець високий, повністю торкається тулуба, з довгим гострим променем. Жировий плавець відсутній. Грудні плавці помірно широкі, притиснуті до тулуба. Черевний плавець  витягнутий. Анальний плавець крихітний. Хвостовий плавець розрізаний.
Забарвлення жовте, піщане з помаранчевими цяточками, якими вкрито усе тіло від морди до хвостового плавця. Нижня частина кремове або блідо-жовте.

## Спосіб життя
Біологія вивчена недостатньо. Це демерсальні риби. Воліють до прісних водойм. Тримаються дна. Вдень ховаються серед каміння або рослин. Активні вночі. Живляться дрібними рибами та невеличкими водними безхребетними.

## Розповсюдження
Мешкають у басейнах річок Токантінс, Ессекібо, Оріноко, Укаялі і Парнаїба (у межах Венесуели, Перу, Гаяни й Бразилії). 

## Види
- Limatulichthys griseus
- Limatulichthys nasarcus